# Махаев, Пётр Павлович
Пётр Павлович Махаев (1878 — 1963) — полковник 71-го пехотного Белёвского полка, герой Первой мировой войны.

## Биография
Из потомственных дворян. Уроженец Костромской губернии.
Окончил Ярославскую военную школу (1896) и Одесское пехотное юнкерское училище по 2-му разряду (1898), откуда выпущен был подпрапорщиком в 70-й пехотный Ряжский полк. 8 октября 1899 года произведен подпоручиком в тот же полк. Произведен в поручики 1 октября 1904 года, в штабс-капитаны — 1 октября 1908 года.
В Первую мировую войну вступил в должности командира 6-й роты 70-го пехотного Ряжского полка. Произведен в капитаны 4 августа 1914 года «за выслугу лет». Пожалован Георгиевским оружием
За то, что в бою 20 октября 1914 года, командуя ротой, под сильным огнем противника довел ее до удара в штыки и выбил из 2-х рядов окопов, подавая личный пример храбрости, ворвался в д. Лапник и, выбивая противника штыками из окопов, овладел ею, захватив при этом 60 человек пленными. Преследуя отступавшего противника, был ранен в ногу, но остался в строю и, приняв в командование батальон, продолжал бой, но был вторично тяжело ранен.
Удостоен ордена Св. Георгия 4-й степени
За то, что накануне общей ночной атаки укрепленной позиции у д. Пикулы-Гробле, по личной инициативе, 21 мая 1915 года, произвел рекогносцировку подступов к неприятельской позиции и правильно определил слабый пункт ее под сильным ружейным огнем. В густом тумане вывел к пункту свою полуроту и ночью 22 мая атаковал участок позиции северо-западнее д. Пикулы; под сильнейшим ружейным огнем первым прорвался с своей полуротой через три ряда проволочных заграждений, овладел тремя окопами, силою в роту каждый, лично убил двух офицеров, а двух обезоружил, причем было захвачено 300 пленных австрийцев. Приняв на себя командование во время боя над следом за ним ворвавшимися частями полка, в течение 2-х часов отбил 4 контр-атаки резервов противника и, будучи обойден с фланга и тыла превосходными силами противника, проложил себе дорогу штыками, присоединился к полку, не оставив противнику никаких трофеев.
16 августа 1916 года произведен в подполковники. 28 апреля 1917 года назначен командующим 71-м пехотным Белёвским полком, а 28 августа того же года произведен в полковники с утверждением в должности. После Октябрьской революции, 21 ноября 1917 года полковой и ротные комитеты признали полковника Махаева контрреволюционером и обратились в Военно-революционный комитет армейского исполнительного комитета 5-й армии с требованием немедленно предать его военно-революционному суду.
В Гражданскую войну участвовал в Белом движении на Юге России, в 1920 году был помощником начальника 1-й Кубанской пластунской бригады. Произведен в генерал-майоры 19 апреля 1920 года на основании Георгиевского статута. 
В эмиграции в Югославии. Скончался в 1963 году в Белграде. Похоронен на Новом кладбище.  Был женат, имел дочь.

## Награды
- Орден Святого Станислава 3-й ст. (ВП 29.06.1907)
- Орден Святой Анны 3-й ст. (ВП 18.03.1911)
- Орден Святого Станислава 2-й ст. с мечами (ВП 20.04.1915)
- Георгиевское оружие (ВП 7.02.1916)
- Орден Святого Георгия 4-й ст. (ВП 26.08.1916)
- Орден Святой Анны 4-й ст. с надписью «за храбрость» (ВП 27.08.1916)
- мечи и бант к ордену Св. Анны 3-й ст. (ВП 16.01.1917)